# Yvonne (Film)
Yvonne (Originaltitel: Inspiration) ist ein US-amerikanischer Spielfilm von Clarence Brown mit Greta Garbo in der Hauptrolle. Er wurde am 6. Februar 1931 in den Verleih gebracht. Das Drehbuch basiert auf dem Roman Sappho von Alphonse Daudet.

## Handlung
Yvonne Valbret ist ein Künstlermodell. Sie verliebt sich in André Montell, einen aufstrebenden Diplomaten. Die beiden verleben idyllische Stunden, doch am Ende scheitert die Beziehung an ihrer zweifelhaften Vergangenheit. Yvonne schreibt einen Abschiedsbrief und verlässt André. 

## Hintergrund
Nach dem Erfolg von Romanze, der Mitte August 1930 in die Kinos gekommen war, setzte das Studio Greta Garbo erneut als Frau mit dubiosem Lebenswandel und dunkler Vergangenheit ein. Heute würde man den Film Romanze II nennen, denn nahezu der komplette technische Stab, der bei der Vorgängerproduktion bereitgestanden hatte, arbeitete auch hier wieder zusammen. Nicht zum letzten Mal wurde Garbo als Frau präsentiert, die nur für und in der Liebe lebt und sich außerhalb der gängigen Moralvorstellungen bewegt. Eine der bekanntesten Dialogzeilen aller Garbofilme findet sich zu Beginn von Yvonne. André fragt Yvonne, wer sie denn sei. Sie antwortet mit einem Lächeln:

„Ich bin eine nette junge Frau. Nicht zu nett und nicht zu jung.“

Das Studio sorgte dafür, dass die Schauspielerin erneut mit dem größtmöglichen Aufwand an Glamour leidet. Gilbert Adrian entwarf prachtvolle Kostüme und da der Film vor dem Inkrafttreten der strengen Zensurvorschriften des Production Code gedreht wurde, waren die Ausschnitte und Dekolletés entsprechend aussagekräftig. 
Heute ist der Film vor allem wegen Karen Morleys Selbstmordszene bekannt. Lewis Stone, der den Geliebten von Morley spielt, ist ihrer überdrüssig und überreicht ihr einen Scheck als Anerkennung für die geleisteten Dienste. Er verlässt die Wohnung, geht langsam die Treppe hinab. Unten, vor der Tür, findet er Morley Leiche, die in der Zwischenzeit aus dem Fenster gesprungen ist. 
Mit Robert Montgomery bekam Greta Garbo einen Schauspieler an die Seite, auf den das Studio große Hoffnungen setzte. Montgomery war in den frühen Tonfilmtagen an der Seite von Joan Crawford in Untamed und Norma Shearer in Their Own Desire zu Ruhm gekommen. Er wurde gezielt als Nachfolger von William Haines, der bei Louis B. Mayer in Ungnade gefallen war, aufgebaut. Mit Garbo kam er nicht sonderlich gut zurecht. Barry Paris berichtet in seiner Biografie Garbo, beide hätten während der Dreharbeiten ein distanziertes Verhältnis zueinander gehabt.

## Kinoauswertung
Die Produktionskosten betrugen 438.000 US-Dollar, womit der Film etwas über dem MGM-Durchschnittsaufwand lag. Er war an der Kinokasse leidlich erfolgreich und spielte in den USA insgesamt 725.000 US-Dollar, in den übrigen Staaten weitere 402.000 US-Dollar ein. Am Ende stand ein kumuliertes Einspielergebnis von 1.127.000 US-Dollar und ein Profit von 286.000 US-Dollar. Vor dem Hintergrund der sich immer mehr verschärfenden Weltwirtschaftskrise und angesichts des nicht sehr originellen Themas war das ein akzeptables Ergebnis. 

## Kritik
In der New York Times schrieb Mordaunt Hall am 9. Februar 1931 wohlwollende Worte für die Hauptdarstellerin:  

„Greta Garbo, so anziehend wie immer, ist zunächst mit einer aufgeplusterten Frisur zu sehen, wahrscheinlich, um den Charakter von Yvonne zu verdeutlichen, doch mit dem Verlauf der Handlung, in der sie durch die Liebe zu André immer ernsthafter wird, ändert sich auch ihre Frisur hin zu einem konservativen Schnitt. Miss Garbo sieht sehr gut aus.“